# Peng Jianhua
Peng Jianhua, född 18 december 1996, är en friidrottare från Kina. Han deltog vid olympiska sommarspelen 2020.